# جيرهارد فرانك
جيرهارد فرانك (بالألمانية: Gerhard Franke)‏ هو رسام ولاعب كرة قدم ألماني، ولد في 24 أبريل 1926 في لوغاو في ألمانيا، وتوفي في 22 أكتوبر 2002 في نويشتات أن در أورلا في ألمانيا.